# Aggregate Films
Aggregate Films ist ein US-amerikanisches Filmproduktionsunternehmen, das 2012 von Jason Bateman in Los Angeles gegründet wurde. Die erste Produktion war die Filmkomödie Voll abgezockt. Aktuell hat die Firma eine First-Look-Vereinbarung mit Netflix.

## Filmografie
- 2013: Voll abgezockt (Identity Thief)
- 2013: Bad Words
- 2016: Die gesammelten Peinlichkeiten unserer Eltern in der Reihenfolge ihrer Erstaufführung (The Family Fang)
- 2018: Game Night